# موشيه بيتون
موشيه بيتون (بالعبرية: משה ביטון‏) (18 نوفمبر 1982 في إسرائيل - ) هو لاعب كرة قدم إسرائيلي في مركز الهجوم. شارك مع منتخب إسرائيل لكرة القدم. أما مع النوادي، فقد لعب مع بيتار القدس ونادي بني يهودا تل أبيب ونادي مكابي تل أبيب وهبوعيل حيفا ومكابي بتاح تكفا وMaccabi Jaffa F.C. ‏.

## وصلات خارجية
- موشيه بيتون على موقع قاعدة بيانات كرة القدم.إي يو (الإنجليزية)
- موشيه بيتون على موقع ناشيونال فوتبول تيمز (الإنجليزية)